# Lindmo (Fernsehsendung)
Lindmo war eine norwegische Talkshow, die von 2012 bis 2024 von Anne Lindmo moderiert wurde. Die Sendung wurde bei NRK1 ausgestrahlt.

## Geschichte
Die Talkshow wurde erstmals am 22. Februar 2012 ausgestrahlt. Zu den ersten Gästen zählten die damalige Kulturministerin Anniken Huitfeldt, die Biathletin Liv Grete Skjelbreid und die Politikerin Julie Brodtkorb. Die erste Folge wurde von etwa 609.000 Personen gesehen. Zunächst wurde die Sendung mittwochs ausgestrahlt, vertretungsweise auch freitags. Im Herbst 2012 bekam die Talkshow einen Sendeplatz im Samstagsprogramm. Ihr Zuschauerschnitt lag in ihrer ersten Saison am Samstag bei 473.000 Personen pro Folge.
Nach dem Wechsel der Talkshow Skavlan von Norsk rikskringkasting (NRK) zu TV 2 wurde Lindmos Sendung im September 2018 auf Freitagnacht verschoben. Die Talkshow wurde dabei Teil der sogenannten Gullrekka, einer Reihe an meist quotenstarken Unterhaltungsshows, die freitags bei NRK1 hintereinander ausgestrahlt werden. Da Lindmos und Fredrik Skavlans Sendung ab da zunächst parallel ausgestrahlt wurden, wurde in den Medien teilweise auch von einem „Talkshowkrieg“ gesprochen. Dabei hatte Lindmo nach dem Wechsel im Vergleich zu Skavlan die besseren Zuseherzahlen in Norwegen. Nachdem Skavlan bei TV 2 auf den Samstag verschoben worden war, verblieb Lindmo als zuschauerstärkste Talkshow am Freitag. Im Februar 2024 wurde bekannt gegeben, dass Anne Lindmo nach die Talkshow nach zwölf Jahren verlassen werde und somit auch die Talkshow endet. Die letzte Folge wurde schließlich am 5. April 2024 ausgestrahlt.

## Auszeichnungen
Gullruten

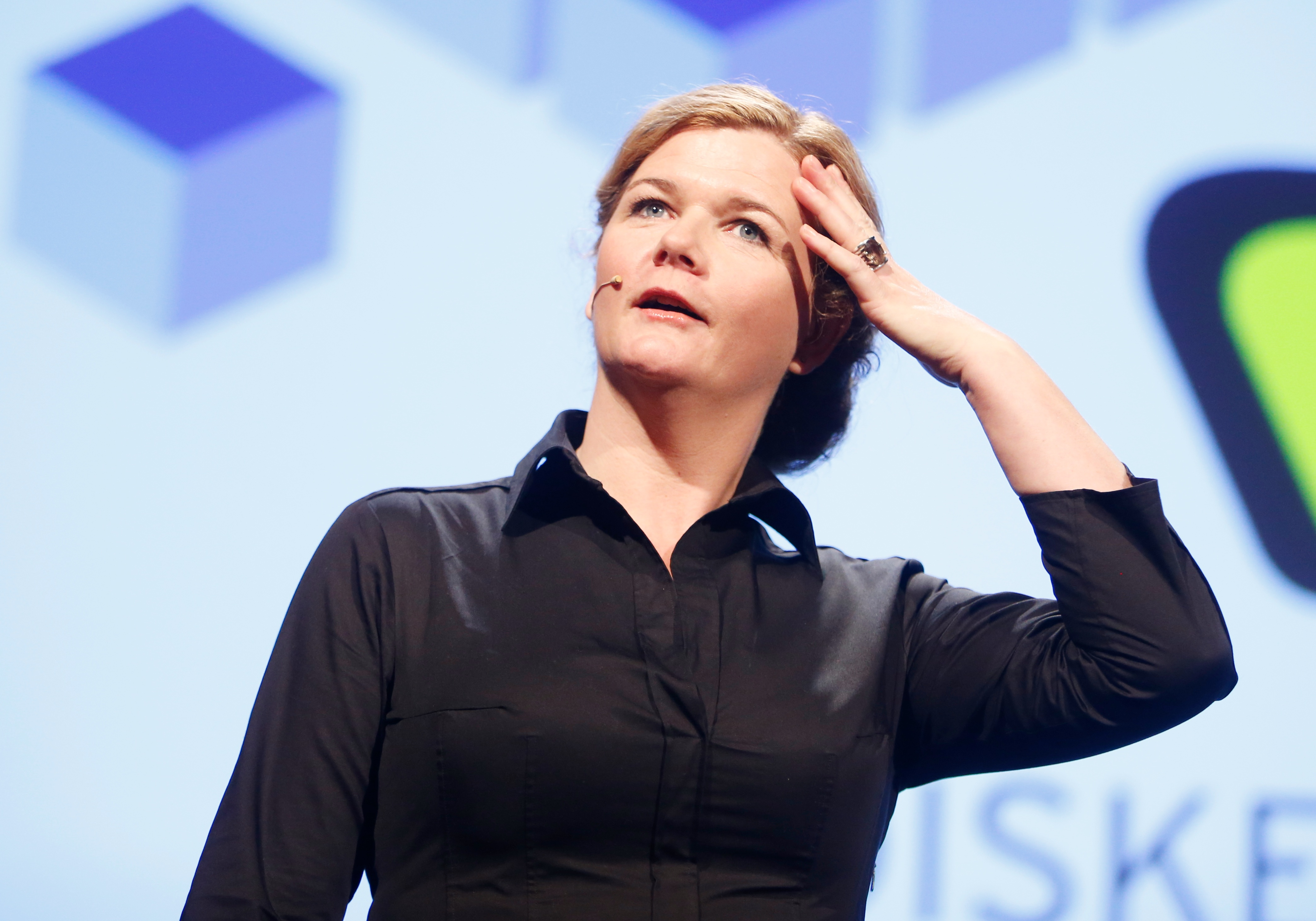
Moderatorin Anne Lindmo, 2013

- 2013: Nominierung, „Bestes Unterhaltungsprogramm“[10]
- 2014: „Beste Moderatorin“ für Anne Lindmo[11]
- 2015: „Beste Moderatorin“ für Anne Lindmo[12]
- 2016: Nominierung, „Bestes Unterhaltungsprogramm“[13]
- 2017: „Bestes Unterhaltungsprogramm“[14]
- 2021: Nominierung, „Beste Moderation – Unterhaltung“ für Anne Lindmo[15]
- 2022: Nominierung, „Bester Moderation – Unterhaltung“ für Anne Lindmo[16]